# Linha Bex-Villars-Bretaye
A Linha Bex-Villars-Bretaye (BVB) é uma linha de  caminho de ferro de 17 km, a via única, de bitola métrica, a cremalheira sistema Abt, e que circula em  Vaud  entre Bex e Bretaye.
A ASD é uma das linhas dos Transportes públicos do Chablais (TPC) que além desta possui:
- Linha Aigle-Leysin (AL)
- Linha Aigle-Ollon-Monthey-Champéry (AOMC)
- Linha Aigle-Sépey-Diablerets (ASD)
- Linha Bex-Villars-Bretaye (BVB)

Os Transportes públicos do Chablais (TPC) são uma empresa ferroviária  Vaud  que foi criada em 1999 com a fusão de quatro companhias de caminho de ferro a bitola métrica na região do Chablais Vaudois, Além do caminho de ferro esta empresa também possui uma rede de autocarros.

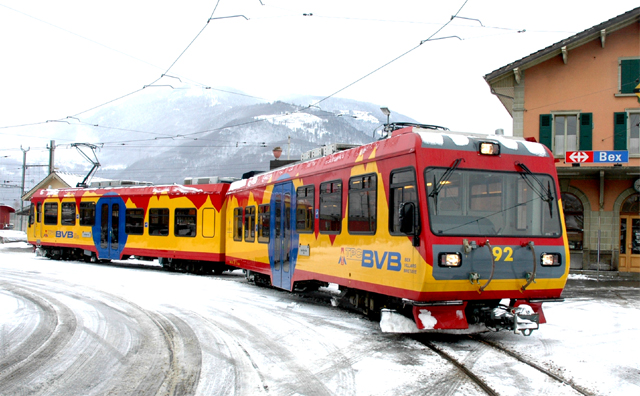
Composição na estação de Bex.

## Datas
- 1898-1901 : construção  de Bex-Gryon-Villars-Chesières
- 1913: construção  de Villars-Bretaye
- 1942 : fusão das duas companhias
- 1999 : regroupamento da ASD, da AL, da BVB e da  OMC para formar os TPC

## Características
- Comprimento; 17 km
- Bitola; métrica
- Cremalheira; em 7.3 km
  - Sistema Abt
- Altitudes
  - Bex, 411 m
  - Bretaye 1 806 m
- Linha de via única

## Imagens
- Entreprise, images[ligação inativa]
- TSR- Achives; Documentaire, Sur la ligne du BVB[ligação inativa]